# 1G
Os telemóveis de primeira geração ou 1G são analógicos, já que enviam a informação sobre ondas cuja forma varia de forma contínua. Estes somente podem ser usados para comunicação por voz e têm uma qualidade de ligação altamente variável devido à interferência. Outra desvantagem é a baixa segurança que proporcionam, já que é relativamente simples escutar ligações alheias através de um sintonizador de rádio assim como a usurpação de frequência podendo creditar as ligações na conta de um terceiro.
Um desses padroes é o NMT (Nordic Mobile Telephone), utilizado nos países nórdicos, Suíça, Holanda, Europa Oriental e Rússia. Outros incluem AMPS (Advanced Mobile Phone System) utilizados na América do Norte e Austrália, TACS (Total Access Communications System) no Reino Unido, C-450 na Alemanha Ocidental, Portugal e África do Sul, Radiocom 2000 na França e na Itália RTMI . No Japão, havia vários sistemas. Três padrões, TZ 801, TZ 802 e TZ-803 foram desenvolvidos pela NTT (Nippon Telegraph and Telephone Corporation), enquanto que um sistema concorrente operado pela DDI utilizava o padrão JTACs (Japan Total Access Communications System).
Têm seu canal curto, possibilitando poucos usuários ao mesmo tempo e não é possível a transmissão de dados que só chegou a partir do 2G
- Telefonia móvel de segunda geração (2G)
- Telefonia móvel de segunda geração e meia (2.5G)
- Telefonia móvel de terceira geração (3G)
- Telefonia móvel de quarta geração (4G)